# Charles Gemora
Charles Gemora (eigentlich Carlos Cruz Gemora; * 15. August 1903 in Negros, Philippinen, damals Außengebiet der Vereinigten Staaten; † 19. Oktober 1961 in Hollywood, Kalifornien, Vereinigte Staaten) war ein US-amerikanischer Schauspieler und Maskenbildner. Aufgrund seiner zahlreichen Auftritte in einem Gorillakostüm in vielen Hollywood-Filmen war er als „König der Gorillamenschen“ bekannt.

## Leben
Gemora wurde auf der philippinischen Insel Negros geboren und kam als blinder Passagier nach San Francisco. Er fand schnell Arbeit auf einer Obstfarm in Colusa, Kalifornien, zog aber später nach Los Angeles. Er verdiente Geld mit Porträtskizzen außerhalb der Universal Studios, wo sein Talent entdeckt und in der Bildhauereiabteilung des Studios für Der Glöckner von Notre Dame (1923) eingesetzt wurde. Gemora fand, dass seine Körpergröße von 1,63 m ihn wie geschaffen dafür machte, ein Gorillakostüm zu tragen, was er ab Die Leopardendame (1928) auch tat.
Gemoras Studium echter Gorillas im San Diego Zoo und seine Expertise in Sachen Make-up ermöglichten ihm eine umfangreiche Karriere als Gorilla an der Seite von Schauspielern wie Lon Chaney (The Unholy Three), Bela Lugosi (Mord in der Rue Morgue), Laurel und Hardy (The Chimp & Swiss Miss), The Marx Brothers (At the Circus), Bob Hope und Bing Crosby (Road to Zanzibar), The Great Gildersleeve (Gildersleeve’s Ghost), Abbott und Costello (Africa Screams) und Robert Mitchum (White Witch Doctor).
Da Männer in Gorillakostümen in den 1950er Jahren nicht mehr für denselben Schrecken sorgten wie in den 1930er/40er Jahren, wechselte Gemora zu Science-Fiction-Filmen, beispielsweise als Marsianer in Kampf der Welten und in I Married a Monster from Outer Space.
Gemora starb im August 1961 an einem Herzinfarkt, während er an der Maske für Jack the Giant Killer (Der Herrscher von Cornwall) arbeitete.

## Filmographie

### Besetzung
- 1923: Der Glöckner von Notre Dame
- 1927: Goose Flesh
- 1928: Do Gentlemen Snore?
- 1928: His Favorite Wife
- 1928: Tarzans neue Dschungelgeschichten
- 1928: The Circus Kid
- 1928: The Leopard Lady
- 1929: His Baby Daze
- 1929: Jungle Drums
- 1929: Sieben Schritte zu Satan
- 1929: Stark Mad
- 1929: Tarzan der Tiger
- 1929: The Devil Bear
- 1929: The Holy Terror
- 1929: Where East Is East
- 1929: Why Gorillas Leave Home
- 1930: Are You There?
- 1930: Bear Shooters
- 1930: Ingagi
- 1930: Los cazadores de osos
- 1930: Pure and Simple
- 1930: Rain or Shine
- 1930: The Cohens and Kellys in Africa
- 1930: The Gorilla
- 1930: The Unholy Three
- 1931: Ghost Parade
- 1931: Monkey Business in Africa
- 1931: Nu-Ma-Pu – Cannibalism
- 1931: Scared Stiff
- 1932: Das Geheimnis des Dr. Mirakel
- 1932: Dick und Doof in der Manege
- 1932: Die blonde Venus
- 1932: Hawkins & Watkins Inc.
- 1932: Im Zeichen des Kreuzes
- 1932: Insel der verlorenen Seelen
- 1932: Sealskins
- 1932: The Savage Girl
- 1933: Nature in the Wrong
- 1933: Sing, Bing, Sing
- 1933: So This Is Africa
- 1934: Bum Voyage
- 1934: The Lost Jungle
- 1935: Gum Shoes
- 1936: Charlie Chan im Zirkus
- 1937: Oh, Doctor
- 1938: Laurel und Hardy: Als Salontiroler
- 1939: Die Marx Brothers im Zirkus
- 1941: Das Ungeheuer von Chicago
- 1941: Der Weg nach Sansibar
- 1943: Two Weeks to Live
- 1944: Gildersleeve’s Ghost
- 1946: Der Weg nach Utopia
- 1948: Who Killed ’Doc’ Robbin?
- 1949: Abbott und Costello auf Safari
- 1953: Krieg der Welten – Schlacht um die Invasion
- 1953: Weiße Frau am Kongo
- 1954: Der Würger von Paris
- 1954: So You Want to Be Your Own Boss
- 1958: Blaue Nächte
- 1958: I Married a Monster from Outer Space
- 1961: Flight of the Lost Balloon

### Maske
- 1929: Where East Is East
- 1931: Don Juan diplomático
- 1932: Insel der verlorenen Seelen
- 1935: Ein Sommernachtstraum
- 1936: Der General starb im Morgengrauen
- 1936: Die Dschungel-Prinzessin
- 1937: Die gute Erde
- 1938: Der Freibeuter von Louisiana
- 1938: Her Jungle Love
- 1938: I’m from the City
- 1938: Laurel und Hardy: Als Salontiroler (Swiss Miss)
- 1939: Aufstand in Sidi Hakim
- 1939: Disputed Passage
- 1939: The Magnificent Fraud
- 1939: Früchte des Zorns
- 1940: Dr. Zyklop
- 1940: Golden Gloves
- 1940: The Quarterback
- 1940: Those Were the Days!
- 1941: Aloma, die Tochter der Südsee
- 1941: Bedtime Story
- 1941: Die ewige Eva
- 1941: Erwachen in der Dämmerung
- 1941: The Great Man’s Lady
- 1942: Between Us Girls
- 1942: Here We Go Again
- 1942: Piraten im Karibischen Meer
- 1943: Henry Aldrich Haunts a House
- 1944: And the Angels Sing
- 1944: Der Pirat und die Dame
- 1944: Dr. Wassells Flucht aus Java
- 1944: Frau ohne Gewissen
- 1945: Zwei schlagen zurück
- 1947: California
- 1947: Die Unbesiegten
- 1948: Ich küsse Ihre Hand, Madame
- 1950: Menschen ohne Seele
- 1951: Ein Platz an der Sonne
- 1952: Bleichgesicht im Wilden Westen
- 1952: Viva Zapata!
- 1954: Wenn die Marabunta droht
- 1955: Am fernen Horizont
- 1955: Dem Teufel auf der Spur
- 1956: Broadway-Zauber
- 1956: Die zehn Gebote
- 1956: In 80 Tagen um die Welt
- 1956: Schmutziger Lorbeer
- 1957: Sturm über Persien
- 1957: Zeugin der Anklage
- 1958: I Married a Monster from Outer Space
- 1958: Westinghouse Desilu Playhouse
- 1959: Die vier Schädel des Jonathan Drake
- 1959–1960: Hotel de Paree
- 1960: Der Kommandant (The Mountain Road)
- 1961: Blond, süß und sehr naiv
- 1961: Der Besessene
- 1961: Flight of the Lost Balloon
- 1962: Der Herrscher von Cornwall
- 1962: Hands of a Stranger